# Watertoren (Egmond aan Zee)
De watertoren in Egmond aan Zee stond op een duintop aan het noordeinde van de Watertorenweg. De toren is op 11 september 1969 opgeblazen en het duin werd afgegraven. Op de vrijgekomen plek werd een sporthal gebouwd en later volgde een uitbreiding met een zwembad. Dit sport-, zwem- en recreatiecentrum De Watertoren heeft tot medio 2008 bestaan. Het zwembad is in 2009 gesloopt.